# 高紹廉
高 紹廉（こう しょうれん、553年 - 没年不詳）は、中国の北斉の皇族。隴西王。文宣帝の五男。母は顔玉光。

## 経歴
559年4月、長楽郡王に封ぜられた。12月、隴西王に改封された。性格は粗暴で、刀を抜いて兄の高紹義を追いかけ回したことがあった。このとき高紹義は厩に逃げこむと、門を閉ざして紹廉の進入を阻んだ。また高紹義が清都尹となったとき、その仕事を掌握しないうちに、紹廉は先回りをして、囚人たちを全て釈放してみせたことがあった。
紹廉は酒をよく呑み、いちどに数升を呑んで、中毒のために死去した。

## 伝記資料
- 『北斉書』巻十二 列伝第四
- 『北史』巻五十二 列伝第四十